# 鼠尾粟
鼠尾粟（学名：Sporobolus fertilis）为禾本科鼠尾粟属下的一个种。

## 扩展阅读
- 維基物種上的相關：鼠尾粟